# ويليام بيرسون (مغني)
ويليام بيرسون (بالإنجليزية: William Pearson)‏ هو مغني ومغني أوبرا أمريكي، ولد في 10 سبتمبر 1934، وتوفي في 18 يونيو 1995.

## وصلات خارجية
- ويليام بيرسون على موقع ميوزك برينز (الإنجليزية)
- ويليام بيرسون على موقع أول ميوزيك (الإنجليزية)
- ويليام بيرسون على موقع ديسكوغز (الإنجليزية)